# Point Blank
Point Blank — це відеогра у жанрі масового багатокористувацького шутера від першої особи, також відома як Project Blackout. Point Blank було розроблено NCSoft, а видано південнокорейською компанією Zeppeto в 2008 році.
Події гри відбуваються у вигаданій країні Корог, де триває війна між корінними жителями Миротворцям та іммігрантами Повстанцями.

## Ігровий процес
Сюжет гри базується на протистоянні двох (нині трьох) угруповань, позначених окрім іншого різними кольорами: «Повстанців» (червоні), «Миротворців» (сині) і «Динозаврів».

### Режими гри
- Загальний матч — режим гри, метою якого є знищити встановлену кількість супротивників за відведений час. Після смерті гравець відроджується протягом декількох секунд.
- Знищення — аналог Спільного матчу, але на один раунд дається всього одне життя.
- Підрив — режим, подібний на Counter-Strike. Метою є підрив чи захист локації. Повстанці закладають вибухівку у відомому місці або до установки бомби знищують весь загін Миротворців. Ті, в свою чергу, повинні до установки вибухівки знешкодити загін противника або розрядити вже встановлену бомбу.
- Руйнування — режим, в якому необхідно знищити об'єкт противника, не давши йому при цьому зруйнувати свій.
- Оборона — сценарій, в якому одна сторона захищає свій об'єкт, а інша нападає на нього. Повстанці повинні за відведений час його захопити, а Миротворці — захистити.
- Втеча — матч проти динозаврів. Завдання гравців — втекти з об'єкту, досягнувши спеціальної точки на карті. Динозаври ж повинні перешкодити втечі.
- Скотобойня — змішаний режим Втечі і Спільного матчу. Команда людей бореться проти динозаврів на картах Спільного матчу, дотримуючись умов режиму Втеча.
- Випадковий — універсальний режим, в якому карта вибирається випадковим чином. Передбачена можливість попереднього налаштування вибору карт.

На сценарій битви впливає використовувана зброя. Відповідно існує 3 типи матчів:
- Дробовики — звичайні бої з дробовиком. Використовуються у всіх режимах, крім Втечі і Бойні.
- Снайпер — дуелі снайперів. Противники використовують тільки снайперську гвинтівку. Режим — Загальний матч.
- Кулачний бій — вогнепальна зброя і осколкові гранати відключені за замовчуванням, але дозволений ближній бій. Режим — Загальний матч.